# St. Christophorus (Wolfsburg)

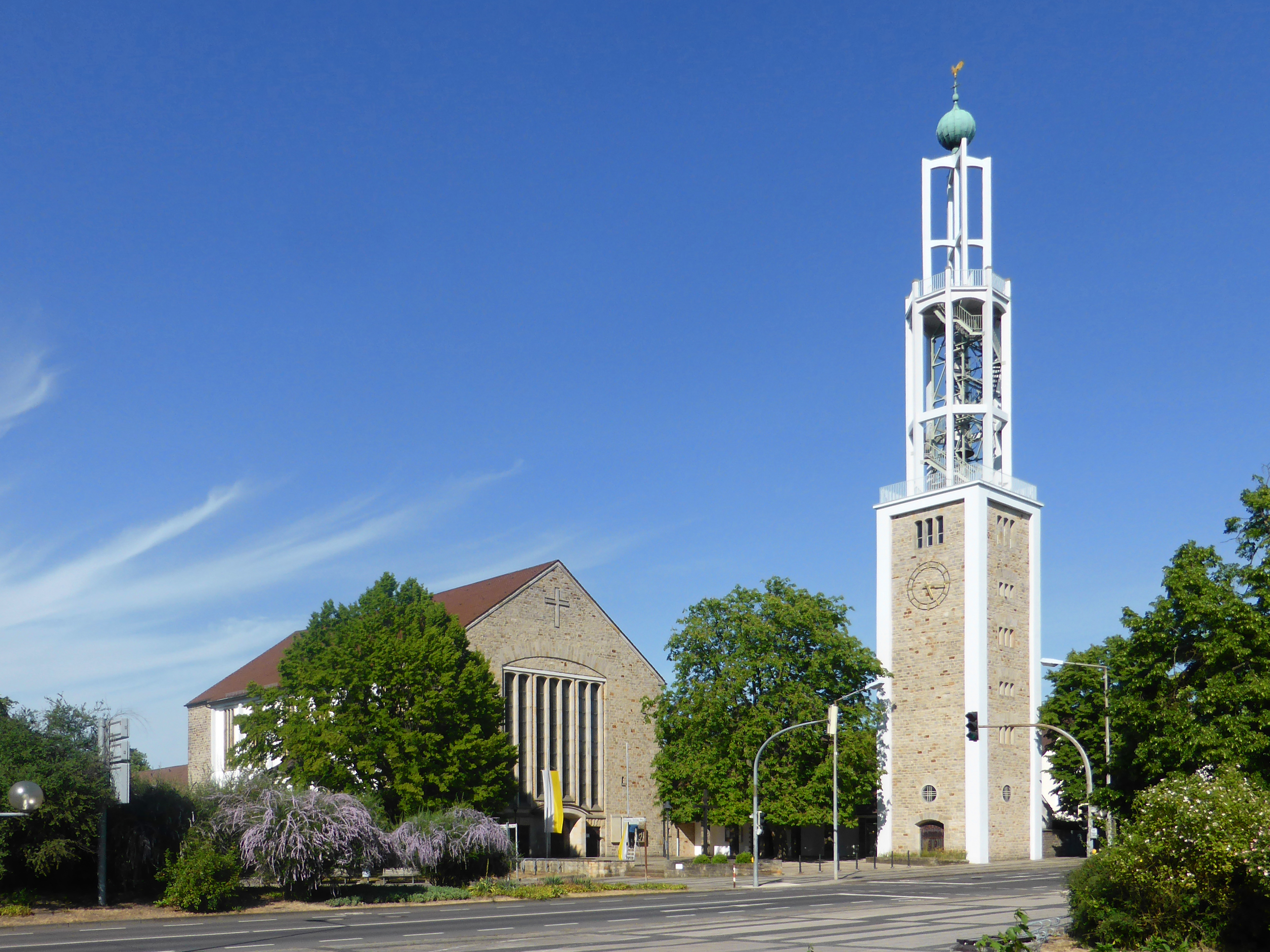
St.-Christophorus-Kirche

Die Pfarrkirche Sankt Christophorus, in der Innenstadt von Wolfsburg gelegen (Antonius-Holling-Weg 21) und nach dem Patron der Autofahrer benannt, ist heute die älteste und größte katholische Kirche in Wolfsburg. Das denkmalgeschützte Gotteshaus (ID 34291331) wurde 1950/51 nach Plänen von Peter Koller erbaut. Die Kirche gehört zum Bistum Hildesheim und ist Sitz des Dekanats Wolfsburg-Helmstedt.

## Geschichte
Bereits im Gründungsjahr der Stadt des KdF-Wagens, ab Oktober 1938, hielten ein italienischer Priester, der zur religiösen Betreuung der italienischen Arbeiter in die Stadt gekommen war, sowie der Pfarrer aus Gifhorn katholische Gottesdienste im Saal der Gaststätte Zum Brandenburger Adler in Heßlingen. Zu dieser Zeit war das nächstgelegene katholische Gotteshaus die Kapelle St. Michael in Fallersleben.
Ab Ende 1939 wurde der Heßlinger Saal zu einer Notkirche ausgebaut.
Zum 1. März 1940 beauftragte der Bischof von Hildesheim, Joseph Godehard Machens, den damals in Hamburg-Wilhelmsburg tätigen Kaplan Antonius Holling (1908–1996) mit dem Dienst als Pfarrvikar für die Stadt des KdF-Wagens und deren Umgebung. Für Gottesdienste nutzte er ab März 1940 den Saal der Gaststätte Zur guten Quelle in Rothenfelde, bis nach einigen Wochen die Gestapo dies verbot. Von da an hatten die in der Stadt des Kdf-Wagens wohnenden Katholiken zum Gottesdienst den Weg zur Kapelle nach Fallersleben auf sich zu nehmen. Mit Schreiben vom 28. Juni 1940 gründete der Bischof von Hildesheim die Kuratie der Stadt des KdF-Wagens, zum Kuraten ernannte er Antonius Holling, der damit vom Kaplan zum Pastor befördert wurde. Ab dem 29. September 1940 konnte auch er den Saal der Gaststätte Zum Brandenburger Adler in Heßlingen nutzen. 1940 beauftragte auch Bischof Joseph Godehard Machens den Architekten Wilhelm Fricke aus Hannover mit einem Vorentwurf einer Kirche, der jedoch nicht ausgeführt wurde.
Mitte April 1945 wurde die Stadt des KdF-Wagens durch den Einmarsch amerikanischer Streitkräfte vom Nationalsozialismus befreit. Am 25. Mai 1945 beschloss die Stadtverordnetenversammlung auf Drängen der britischen Besatzungsmacht die Umbenennung des bisherigen Stadtnamens „Stadt des KdF-Wagens bei Fallersleben“ in „Wolfsburg“. Bereits im August 1945 beantragte Holling beim Wolfsburger Bürgermeister die Ausweisung eines Bauplatzes für eine neu zu errichtende Kirche, der Architekt Niggenius machte am 15. August 1945 einen Vorschlag für einen Kirchenbau. Im September 1945 beantragte Holling den Bau der Kirche beim Bischof. Die bischöfliche Genehmigung blieb zunächst aus, so dass der Bauplatz anderweitig vergeben wurde.
Zum 1. August 1950 wurde die Kuratie Wolfsburg zur Kirchengemeinde erhoben, und am 1. Dezember 1950 oder 1954 zur Pfarrei.

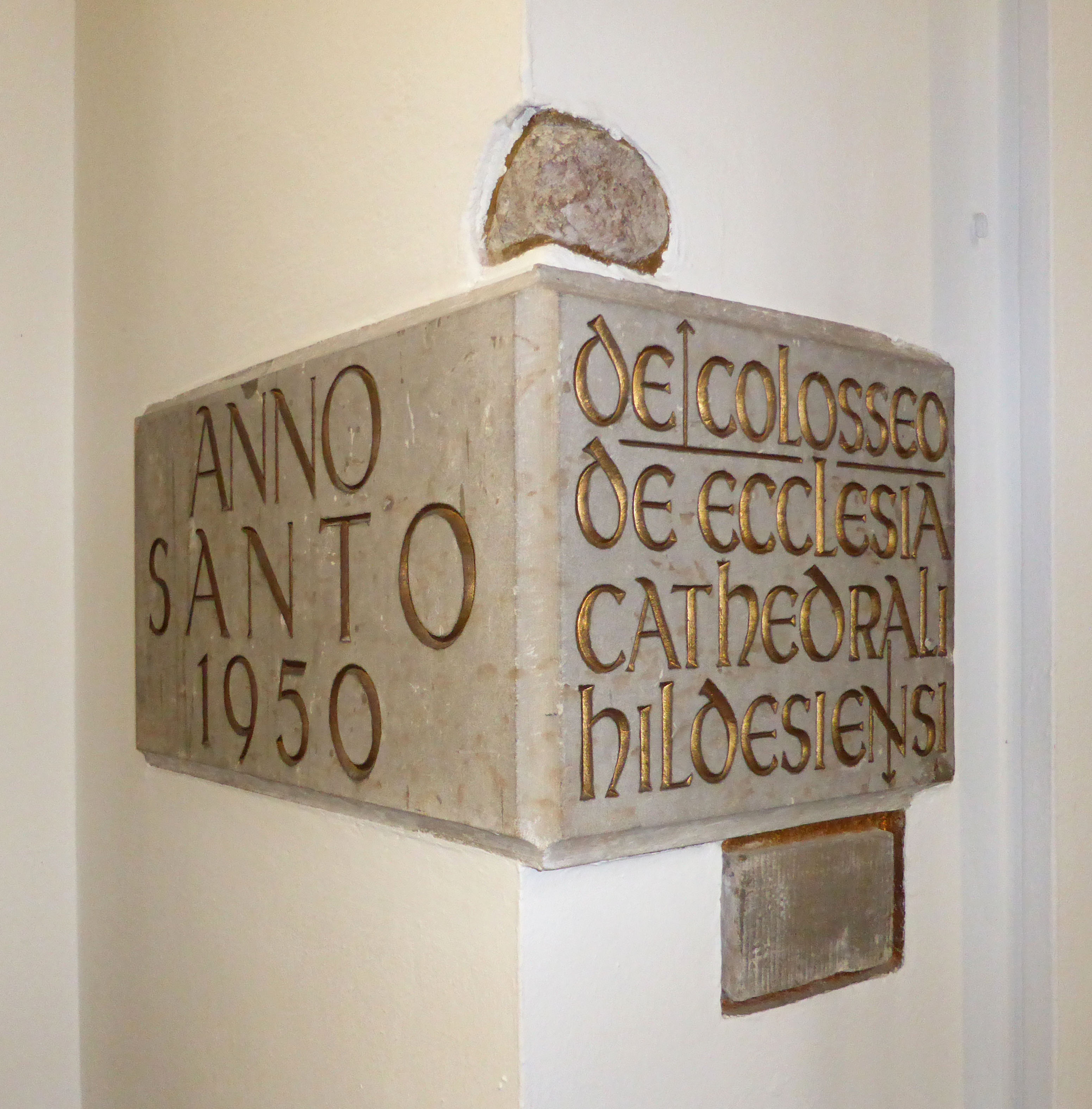
Grundstein

Der Bau der Kirche startete am 17. September 1950 mit dem ersten Spatenstich durch Heinrich Nordhoff, und am 3. Dezember 1950 erfolgte die Grundsteinlegung. Neben dem Grundstein befinden sich Steinfragmente vom Kolosseum in Rom und vom Hildesheimer Dom, um die Verbindung zum Zentrum der katholischen Weltkirche in Rom und zum Bischof von Hildesheim auszudrücken. Am 12. August 1951 fand der letzte Gottesdienst in der Notkirche statt, mit einer Prozession zu der an diesem Tag durch Bischof Joseph Godehard Machens eingeweihten St.-Christophorus-Kirche.
Die Kirche wurde in der Nähe des Volkswagenwerkes Wolfsburg errichtet und nach dem Schutzpatron der Autofahrer, dem heiligen Christophorus, benannt. Auch bei den katholischen Kirchen im Umfeld des Volkswagenwerkes Braunschweig und des Volkswagenwerkes Hannover, St. Christophorus (Braunschweig-Rühme) und St. Christophorus (Hannover), wurde der heilige Christophorus zum Schutzpatron.
1958 wurde das Dekanat Wolfsburg errichtet, zuvor gehörte Wolfsburg zum Dekanat Celle. Im August 1963 wurde die Heßlinger Gaststätte mit dem Saal, der als Notkirche gedient hatte, abgerissen. Am 24. Mai 1986 wurde Antonius Holling als Pfarrer in den Ruhestand verabschiedet und blieb bis zu seinem Tod in Wolfsburg wohnen, zu seinem Nachfolger wurde Martin Verdiesen (1923–2009) ernannt. Seit dem 16. Juli 1989 erinnert eine von Joseph Krautwald geschaffene Stele in Heßlingen an die ehemalige Notkirche. Im November 1993 ging Martin Verdiesen in den Ruhestand und blieb bis zu seinem Tod in Wolfsburg wohnen, sein Nachfolger war bis Juni 2013 Prälat Heinrich Günther. Am 7. September 1996 verstarb der erste Pfarrer der Gemeinde, Antonius Holling, und wurde auf dem Waldfriedhof bestattet. 2004 wurde die Antonius-Holling-Stiftung gegründet, die sich bisher schwerpunktmäßig der Bildung von Kindern und Jugendlichen im Rahmen der jährlichen Kids Academy widmet.
Seit dem 1. November 2006 ist die Kirche Sitz des Dekanats Wolfsburg-Helmstedt, welches damals aus dem Dekanat Wolfsburg und dem Helmstedter Teil des Dekanats Helmstedt-Wolfenbüttel gebildet wurde. Am 1. September 2010 wurden der Pfarrgemeinde St. Christophorus auch die Kirchen St. Joseph (Wohltberg), St. Heinrich (Rabenberg), St. Bernward (Alt-Wolfsburg), St. Raphael (Detmerode) und St. Elisabeth (Westhagen) angeschlossen. Am 27. November 2015 wurde die Kirche St. Joseph profaniert, am 19. November 2016 folgte St. Elisabeth und am 22. März 2019 St. Heinrich.

## Kirchengebäude

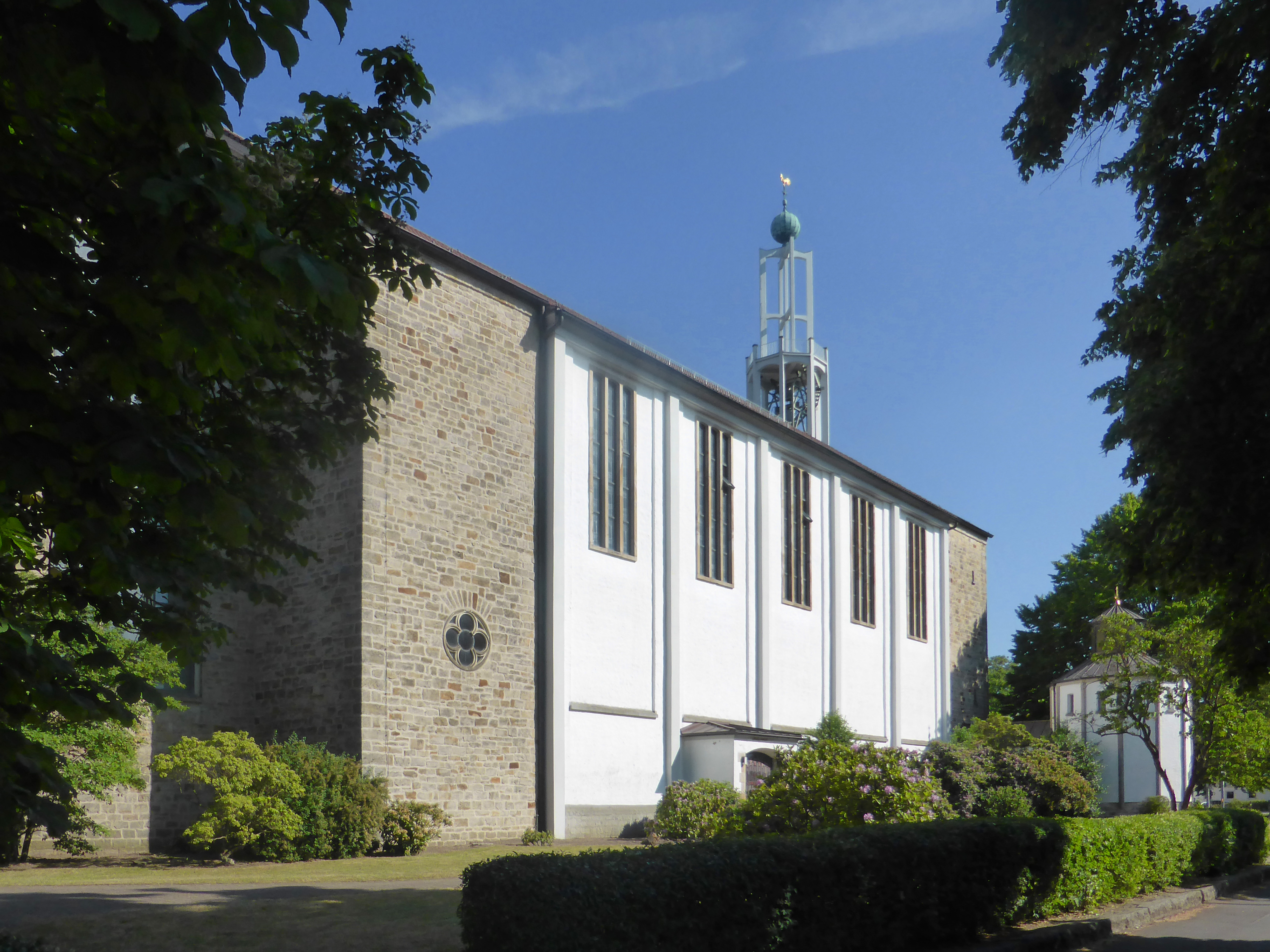
Ansicht von Nordwesten

Neben dem Haupteingang der in rund 63 Meter Höhe über dem Meeresspiegel gelegenen Kirche befinden sich Steintafeln mit den Zehn Geboten, sie wurden 2013 anlässlich des Eintritts von Pfarrer Heinrich Günther in den Ruhestand angebracht.
Der Innenraum der Kirche ist ein heller hallenförmiger Bau ohne Pfeiler, so dass von jedem der 440 Sitzplätze ein freier Blick zum halbrunden Altarraum möglich ist.

### Ausstattung

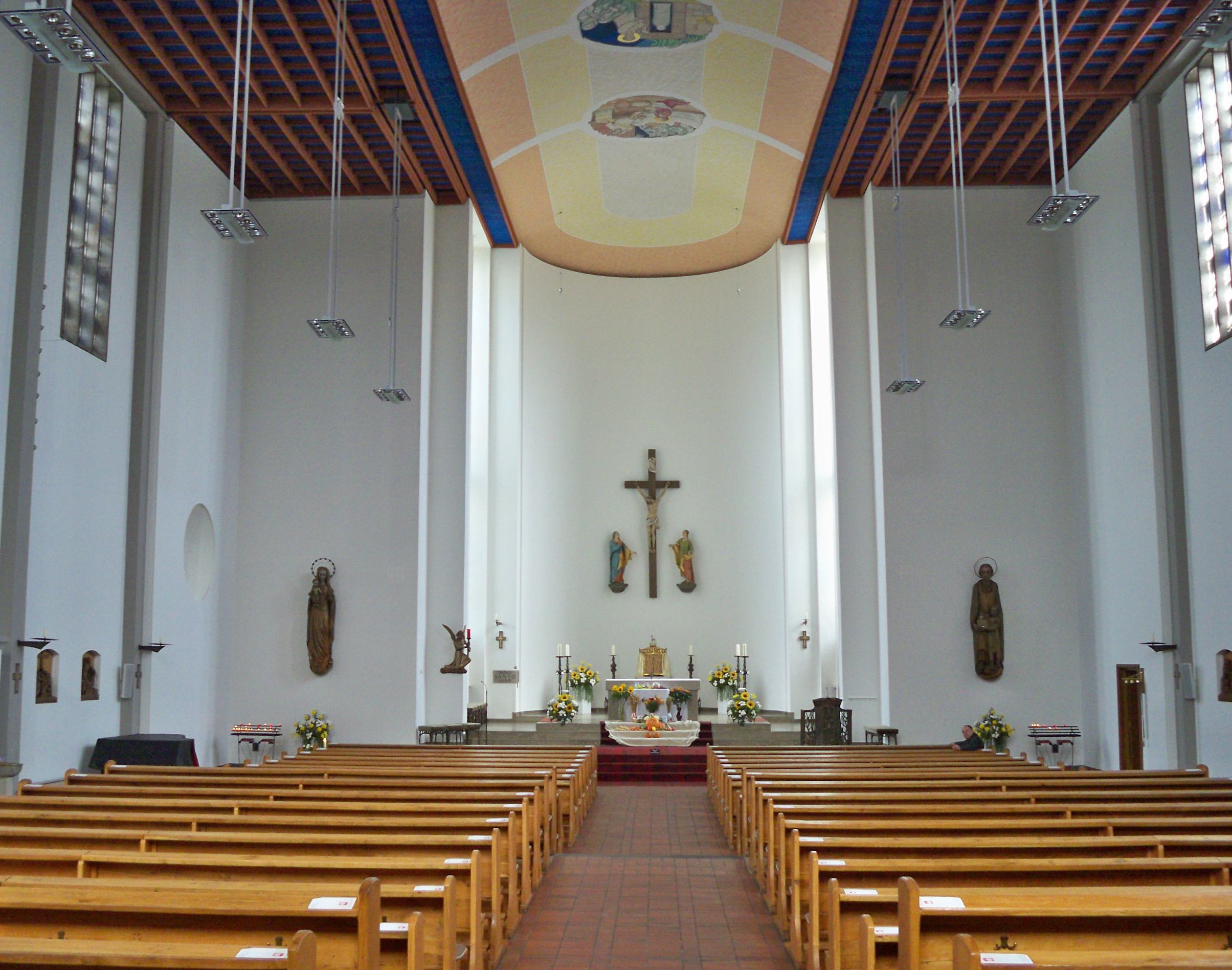
Blick Richtung Altar

An der Südwand befindet sich seit 1953 ein 6 m hohes Fenster mit einer Darstellung des Hl. Christophorus, gestaltet vom Kunstmaler Richard Holzner (1883–1958), Glasmalerei F. X. Zettler, München. Die sieben Deckengemälde mit Szenen aus dem Johannesevangelium schuf Claus Kilian anlässlich der Renovierung zur 50-Jahr-Feier der Kirche im Jahre 2001. Die beiden Gemälde über den Zugängen zur Kreuzkapelle zeigen die Heilige Familie und die Steinigung des Stephanus, sie sind ein Geschenk des niederländischen Volkswagen-Importeurs Ben Pon. Über der Seiteneingangstür befindet sich eine Statue des hl. Christophorus, sie erinnert an Heinrich Nordhoff, den früheren Generaldirektor des Volkswagenwerkes und Mitglied der Kirchengemeinde. Daneben wurde im Januar 2017 die Statue der heiligen Elisabeth von Thüringen aus der profanierten St.-Elisabeth-Kirche aufgestellt. Die seit 1952 links und rechts neben dem Altarraum befindlichen Figuren der Hl. Maria und des Hl. Joseph haben eine Höhe von jeweils 2,60 m.
Teile der Innenausstattung, darunter den Tabernakel, den Engel mit dem Ewigen Licht und den Ambo, schuf der Wolfsburger Goldschmiedemeister Raimund Lange (1928–2006). Das auf der Apsis erstellte Wandgemälde vom Jüngsten Gericht des Osnabrücker Kunstmalers Franz Josef Langer (1916–1981) wurde am 15. September 1956 enthüllt, ist aber seit den 1960er Jahren durch eine Wärmeisolationswand abgedeckt. Die heute dort vorhandene Kreuzigungsgruppe stammt aus dem späten 17. Jahrhundert und schmückt seit 1976 die St.-Christophorus-Kirche. Während der Karfreitagsliturgie am 16. April 1976 erfolgte ihre feierliche Enthüllung.

#### Orgel
Die heutige Orgel wurde 1994 von dem westfälischen Orgelbauer Siegfried Sauer erbaut und am 17. Juni 1994 geweiht. Sie ist die größte Orgel in Wolfsburg. Das Schleifladen-Instrument hat 52 Register auf drei Manualwerken und Pedal und ist französisch-romantisch disponiert. Die Spieltrakturen sind mechanisch, die Registertrakturen sind elektrisch. Wiederverwendet wurde Pfeifenmaterial des Vorgängerinstruments, das 1951 von Emanuel Kemper (Lübeck) erbaut worden war. 2019 wurde die Orgel vom Unternehmen Mitteldeutscher Orgelbau A. Voigt grundüberholt.
| I Hauptwerk C–g3 |             |       |   |
| 1.               | Principal   | 16′   |   |
| 2.               | Octave      | 8′    |   |
| 3.               | Doppelflöte | 8′    |   |
| 4.               | Spitzflöte  | 8′    |   |
| 5.               | Gamba       | 8′    |   |
| 6.               | Octave      | 4′    |   |
| 7.               | Koppelflöte | 4′    |   |
| 8.               | Quinte      | 2 ⁄3′ | H |
| 9.               | Superoktave | 2′    |   |
| 10.              | Cornett V   | 8′    |   |
| 11.              | Mixtur V    | 2′    |   |
| 12.              | Trompete    | 16′   |   |
| 13.              | Trompete    | 8′    |   |
|                  | Tremulant   |       |   |
|                  | Zymbelstern |       |   |

| II Rückpositiv C–g3 |                  |       |   |
| 14.                 | Musiziergedackt  | 8′    | h |
| 15.                 | Quintade         | 8′    | H |
| 16.                 | Prinzipal        | 4′    |   |
| 17.                 | Flöte            | 4′    | H |
| 18.                 | Waldflöte        | 2′    | H |
| 19.                 | Larigot          | 1 ⁄3′ | H |
| 20.                 | Sesquialtera III | 2 ⁄3′ | H |
| 21.                 | Scharff III      | 1′    | H |
| 22.                 | Dulcian          | 16′   | H |
| 23.                 | Krummhorn        | 8′    |   |
|                     | Tremulant        |       |   |

| III Schwellwerk C–g3 |                 |        |   |
| 24.                  | Bordun          | 16′    | H |
| 25.                  | Ital. Principal | 8′     | h |
| 26.                  | Rohrpommer      | 8′     | H |
| 27.                  | Salicional      | 8′     |   |
| 28.                  | Vox coelestis   | 8′     |   |
| 29.                  | Principal       | 4′     |   |
| 30.                  | Traversflöte    | 4′     |   |
| 31.                  | Nasard          | 2 ⁄3′  | H |
| 32.                  | Schwiegel       | 2′     |   |
| 33.                  | Terz            | 1 3⁄5′ | H |
| 34.                  | Septime         | 1 ⁄7′  |   |
| 35.                  | Piccolo         | 1′     | H |
| 36.                  | Fourniture V    | 2 ⁄3′  |   |
| 37.                  | Basson          | 16′    |   |
| 38.                  | Trompette harm. | 8′     |   |
| 39.                  | Oboe            | 8′     | H |
| 40.                  | Vox humana      | 8′     |   |
| 41.                  | Clairon         | 4′     |   |
|                      | Tremulant       |        |   |

| Pedalwerk C–f1 |               |       |   |
| 42.            | Principal     | 16′   |   |
| 43.            | Subbass       | 16′   | H |
| 44.            | Oktavbass     | 8′    | H |
| 45.            | Gedackt       | 8′    |   |
| 46.            | Choralbass    | 4′    |   |
| 47.            | Flachflöte    | 2′    | H |
| 48.            | Hintersatz IV | 2 ⁄3′ | H |
| 49.            | Bombarde      | 32′   |   |
| 50.            | Posaune       | 16′   |   |
| 51.            | Trompete      | 8′    |   |
| 52.            | Hautbois      | 4′    |   |

- Koppeln: II/I, III/I, III/II, I/P, II/P, III/P
- Anmerkungen

H/h = Register ganz (H) oder teilweise (h) aus der Vorgängerorgel übernommen

### Kirchturm und Glocken
Der 51 Meter hohe freistehende Kirchturm wurde 1951 erbaut und ist ein Geschenk der Stadt Wolfsburg an die Kirchengemeinde. Der Turmschacht setzt sich aus vier Stützen und dem Ausfachungsmauerwerk zusammen. Auf seiner oberen Plattform ist der Stahlglockenstuhl verankert, der von einer achteckigen Stahlbetonkonstruktion umgeben ist. Die fünf Stahlglocken wurden am 8. August 1951 installiert und hängen in nachstehender Reihenfolge (von oben nach unten) im Glockenstuhl:
- Antonius (Gewicht 440 kg, Schlagton as′)
- Michael (Gewicht 1570 kg, Schlagton des′)
- Josef (Gewicht 1080 kg, Schlagton es′)
- Maria (Gewicht 2580 kg, Schlagton B°)
- Christophorus (Gewicht 780 kg, Schlagton f′)

Oberhalb des Glockenstuhls befindet sich eine weitere Plattform, die über eine den Glockenstuhl umgebende Wendeltreppe erreichbar ist. In die Turmspitze, die von einem Kreuz und einem Wetterhahn gekrönt wird, wurde am 29. Juni 1973 eine Kreuzreliquie eingelassen. 2016/17 erfolgte eine Sanierung des Turmes und die Installation einer Beleuchtung.

### Taufkapelle

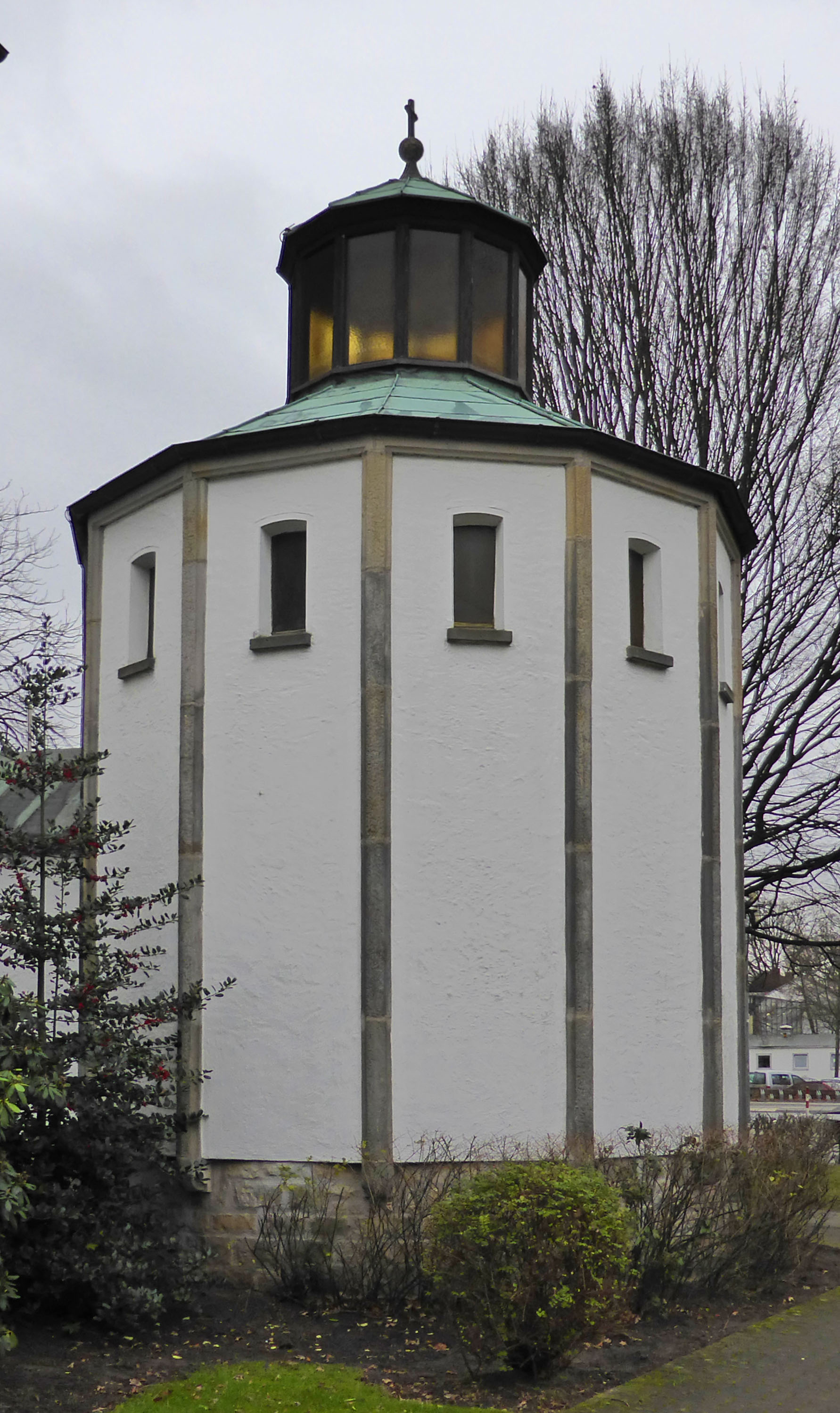
Taufkapelle

Die nur von der Kirche aus zugängliche Taufkapelle war im November 1951 fertiggestellt. Im Mittelpunkt der Kapelle befindet sich der Taufstein. Der Deckel des Taufbeckens ist ein Werk des Wolfsburger Goldschmiedemeisters Raimund Lange, seine bildlichen Darstellungen zeigen die sieben Sakramente. Wandreliefs stellen die Heiligen Mose, Johannes den Täufer, Maria mit dem Jesuskind, Simon Petrus und Paulus dar.

### Marienkapelle

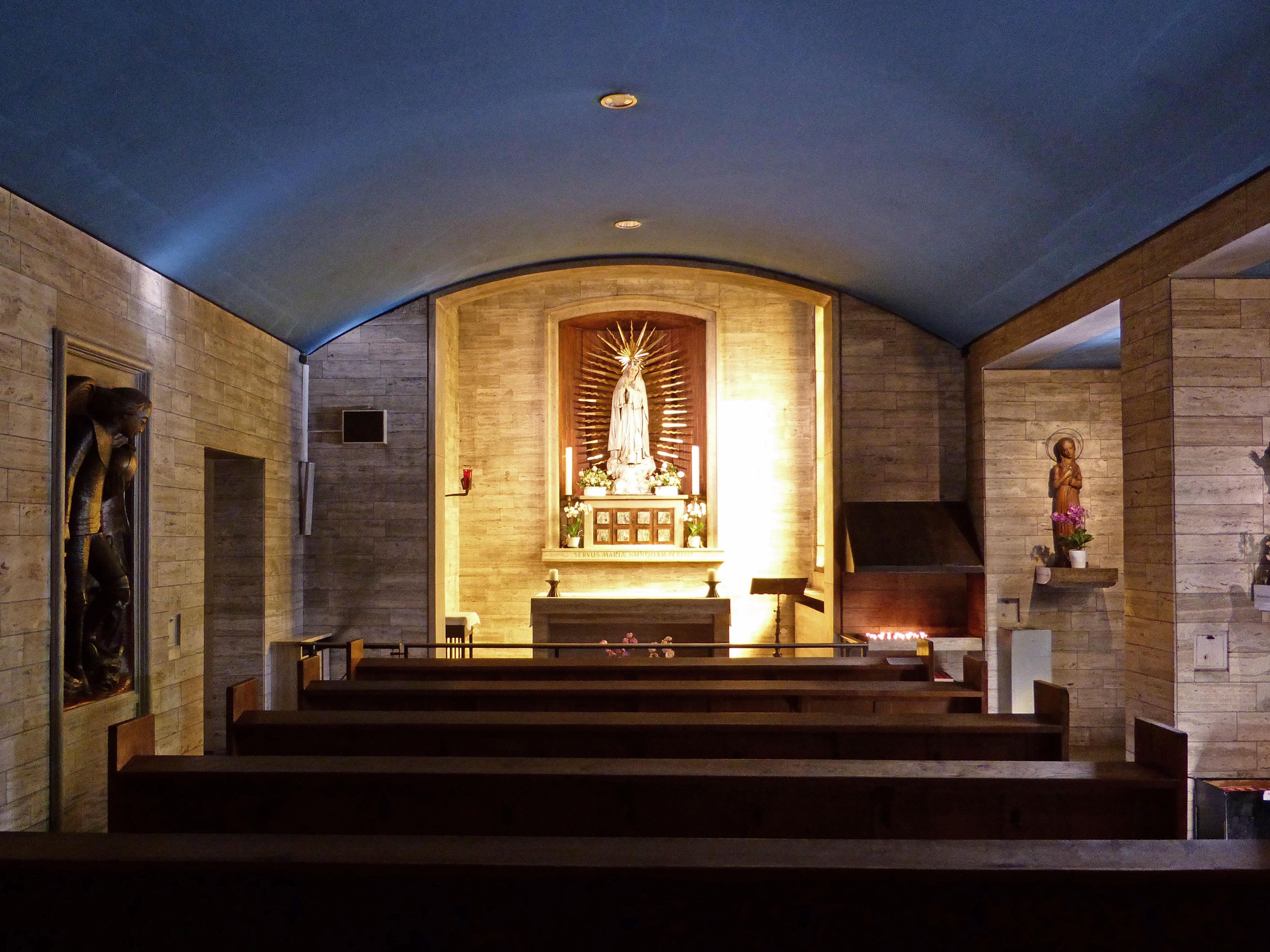
Marienkapelle

Die am 8. September 1953 geweihte Marienkapelle verfügt über 42 Sitzplätze. Ihr Tabernakel mit den emaillierten Bildern aus dem Leben Marias stammt von Wilhelm Keudel (Salzgitter). Am 22. August 1954 wurde in ihr eine Marienfigur aufgestellt, die mit einem Volkswagen aus dem portugiesischen Wallfahrtsort Fátima geholt worden war. In den Seitenkapellen auf der Ostseite der Marienkapelle befinden sich seit 1954 Statuen der Nebenpatronin der Kirche, der Hl. Maria Goretti, sowie der Heiligen Antonius von Padua und Judas Thaddäus. Auf der Westseite der Marienkapelle befindet sich eine Darstellung des Erzengels Michael. Im Durchgangsraum zwischen der Kirche und der Marienkapelle hat eine Pietà ihren Platz, die noch aus der Notkapelle stammt.

### Kreuzkapelle
In der von der Kirche aus zugänglichen Kreuzkapelle, die 1966 als Beichtkapelle erbaut wurde, befindet sich heute das Kreuz aus der ehemaligen Notkirche. In der Ostwand eingelassen wurden zwei Beichtstühle, die später um einen Raum für Beichtgespräche ergänzt wurden. Ferner befindet sich in der Kapelle ein kleiner Altar der Schönstattbewegung und ein Herz Jesu-Bild. Gelegentlich wird die Kreuzkapelle auch für Ausstellungen genutzt.

### Marienbrunnen
Nördlich der Kirche steht der Marienbrunnen, der im Juni 1983 anlässlich des 75. Geburtstags von Antonius Holling an der Stelle errichtet wurde, an der 1950 der erste Spatenstich für die Kirche erfolgte.

## Kirchliche Einrichtungen
Im Pfarrgebiet von St. Christophorus, in den Grenzen vor der am 1. September 2010 durchgeführten Fusion, befinden sich unter anderem die folgenden katholischen Einrichtungen:

### Pfarramt

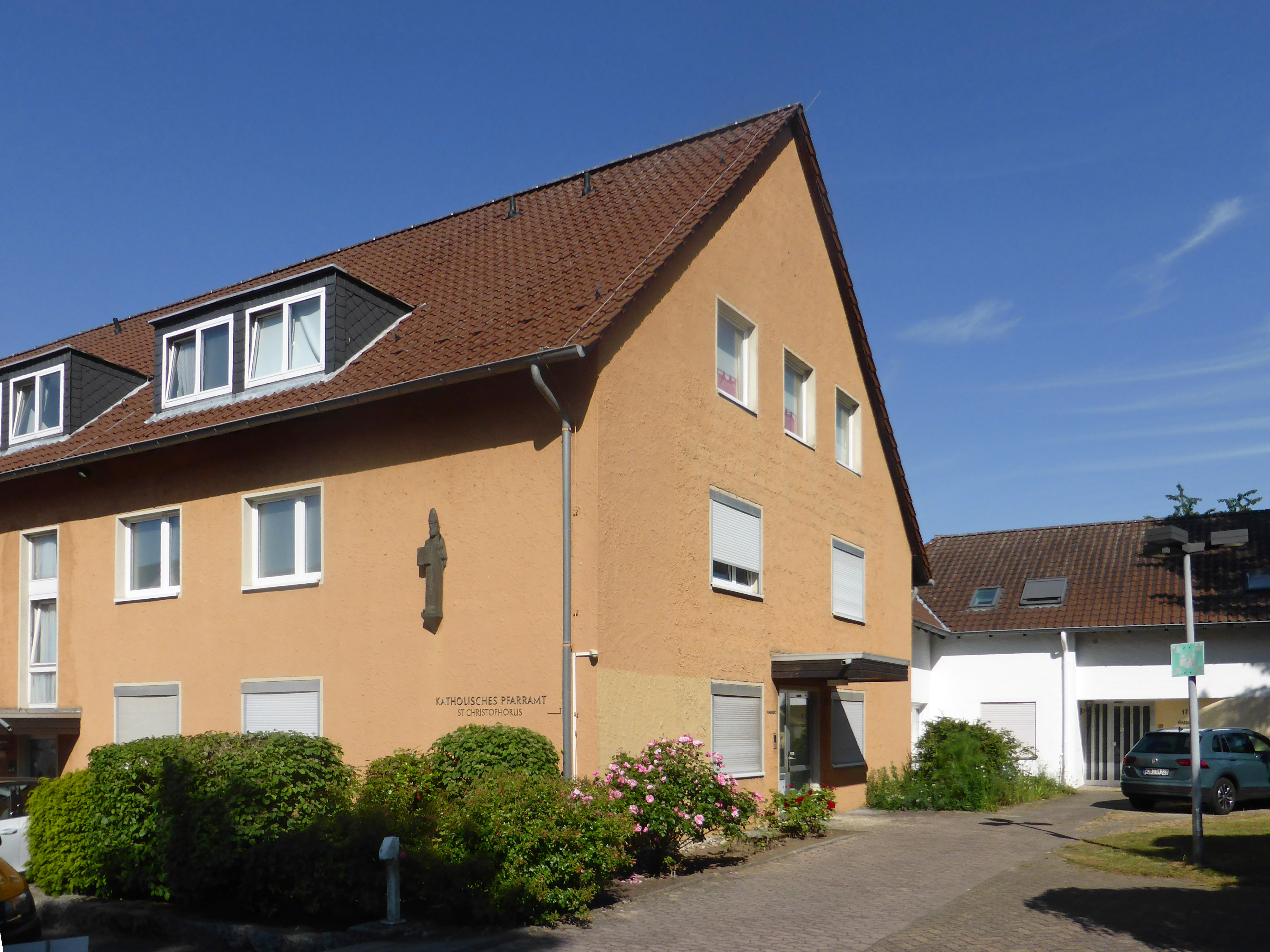
Pfarramt

Zunächst diente die 1940 von Antonius Holling am Steimker Berg bezogene Wohnung auch als Pfarramt. Zum 1. Mai 1945 stellte der US-amerikanische Ortskommandant der katholischen Kirche das Haus der NSDAP-Ortsgruppe in der Weddigenstraße 15 (ab 1945 Windhorststraße 15) zur Verfügung, dort hatte die Kirchengemeinde das erste öffentliche Pfarramt.
Anfang der 1950er Jahre wurde das neue Pfarramt in der damaligen Lindengasse 6 eröffnet, 1983 erfolgte der Umzug in den heutigen Standort im Antonius-Holling-Weg 15.

### Bonifatius-Haus

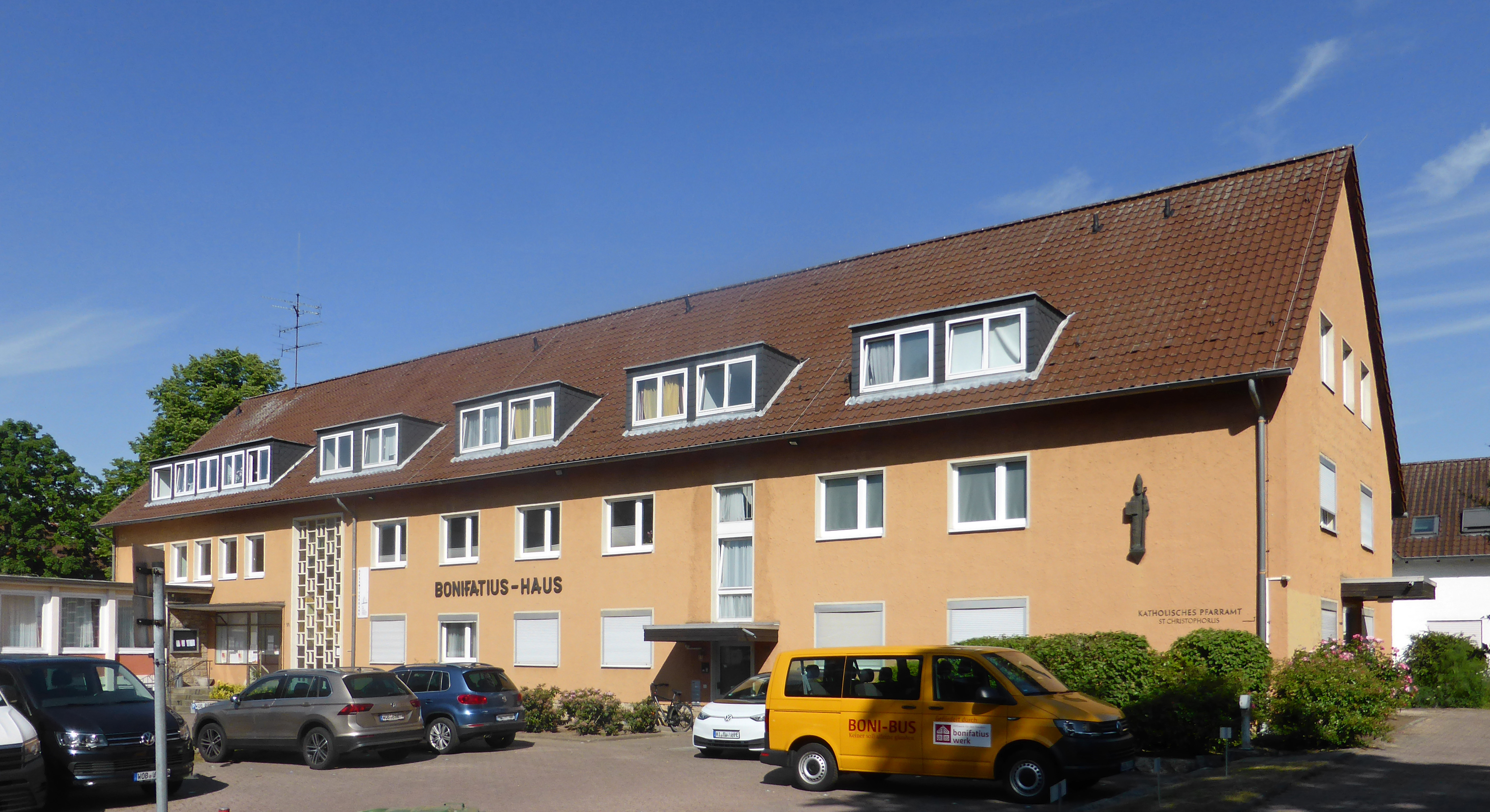
Bonifatius-Haus

1983/84 wurde das Gebäude des ehemaligen, 1957 erbauten Altenheimes St. Elisabeth mit großer Eigenleistung der Gemeindemitglieder zum heute noch im Antonius-Holling-Weg 11 bestehenden Pfarrzentrum Bonifatius-Haus umgebaut, es beinhaltet neben Büros und Wohnungen auch einen Gemeindesaal im Obergeschoss sowie seit 1995 den Caritas-Mittagstisch.

### Föhrenkrug

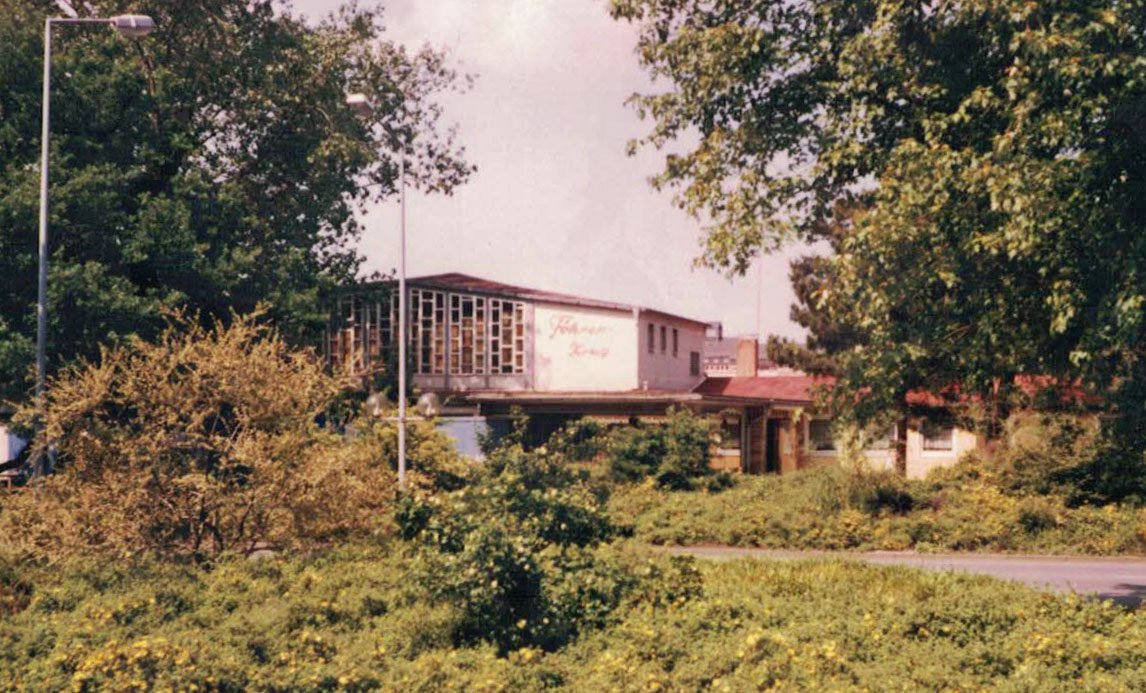
Föhrenkrug mit altem Saal (1984)

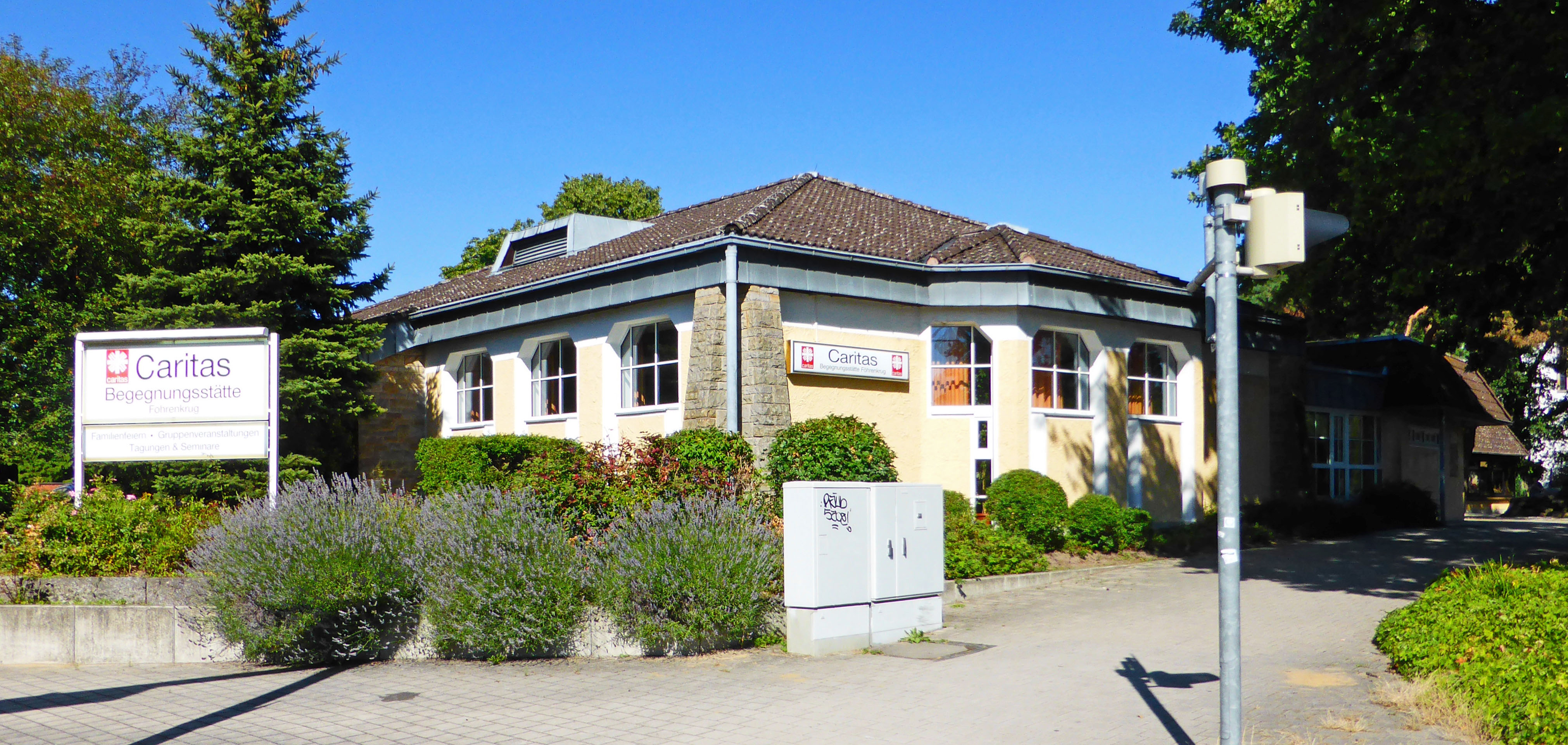
Föhrenkrug heute

Im März 1957 wurde der Föhrenkrug in der Pestalozziallee 3 als Gasthaus und Gemeindesaal eröffnet, benannt nach der vor dem Haupteingang stehenden Föhre.
Im Juni 1984 wurde der Saal abgerissen und noch im selben Jahr durch einen Neubau ersetzt, weil er den baulichen Anforderungen nicht mehr genügte, und der Föhrenkrug erhielt seine heutige Gestalt. Seit 2008 ist der Föhrenkrug Begegnungsstätte der Caritas und wird für öffentliche wie private Veranstaltungen genutzt.

### Kindertagesstätte St.-Christophorus-Haus

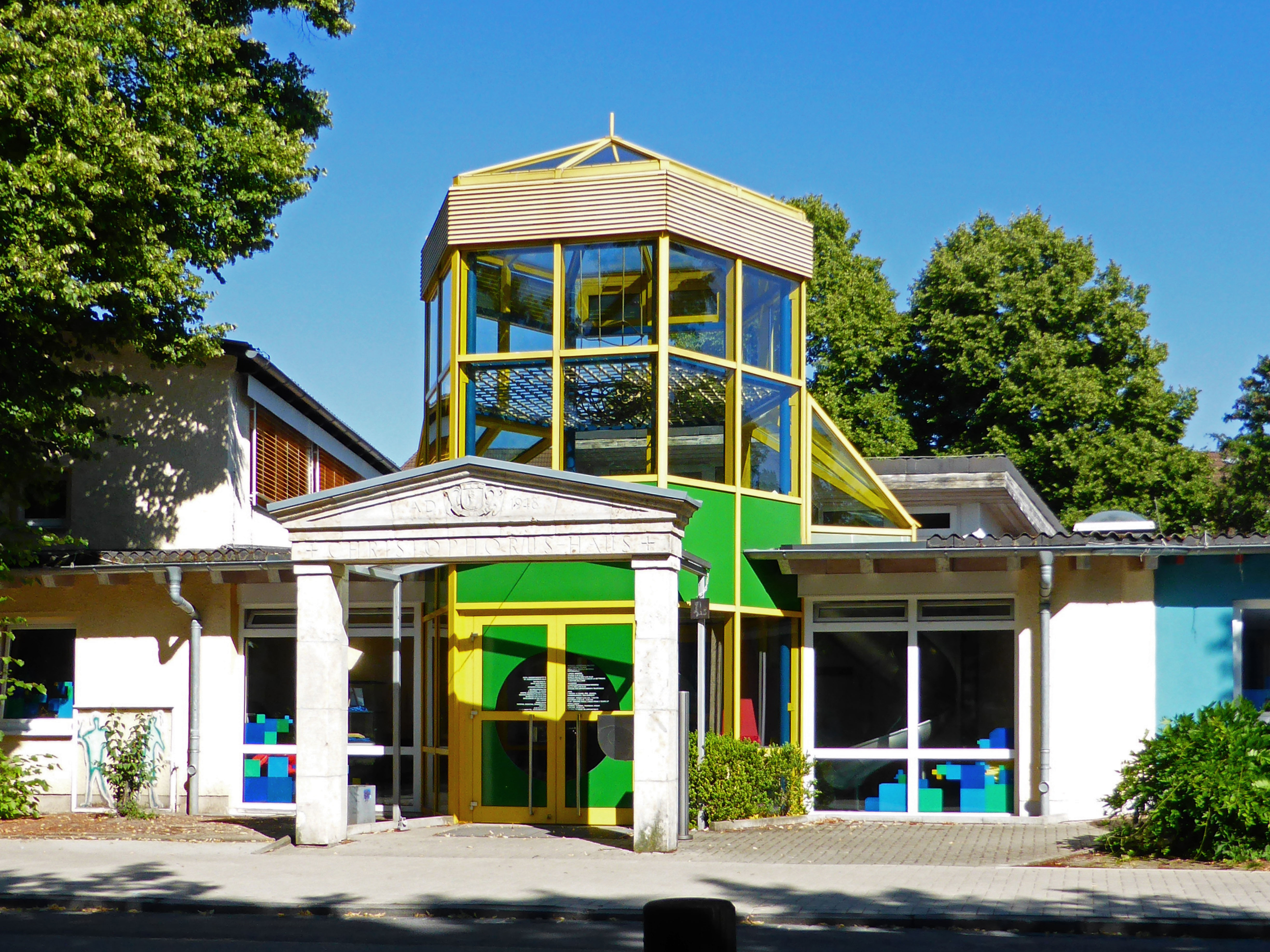
Eingangsbereich der Kindertagesstätte mit Portal von 1948, Turm von 1999 und Gebäuden von 1960

Im Herbst 1945 wurde in einigen ehemaligen Volksschulbaracken im Bereich des heutigen VfL-Stadions der erste katholische Kindergarten Wolfsburgs eingerichtet, am 1. Dezember 1945 erfolgte seine Eröffnung. Anfangs wurden 189 Kinder von 6 Mitarbeiterinnen betreut. Da die Stadt Wolfsburg die Baracken wieder für den Schulunterricht benötigte wurde 1947, nach dem der Kindergarten vorübergehend in zwei durch das Volkswagenwerk bereitgestellten Baracken untergebracht war, der Bauantrag für einen Kindergartenneubau eingereicht. Bereits am 26. Juli 1947 wurde in der damaligen Lindengasse 1, später in Kettelerstraße umbenannt, der Grundstein für ein massives Kindergartengebäude gelegt, das nach den Plänen des Wolfsburger Architekten Edmund Goebel in Form einer Massivbaracke erbaut wurde. Es bot Platz für rund 200 Kinder und besaß unter anderem einen Dachreiter mit einer Glocke und eine kleine Hauskapelle. Auch ein möglicher nördlicher Erweiterungsbau, der erst 1960 realisiert wurde, war bereits vorgesehen. Am 5. Dezember 1948 erfolgte die Einweihung des Neubaus durch Bischof Joseph Godehard Machens. 1948 wurden auch im Umfeld des Kindergartengebäudes 40 Linden gepflanzt. 1960 wurde es durch den heute noch bestehenden Neubau ersetzt, das alte Eingangsportal von 1948 blieb jedoch erhalten. 1999 wurde der Eingangsbereich auf der Westseite umgestaltet und nach einem Entwurf des Wolfsburger Architekten Wilhelm Wacker der 7,5 m hohe Turm errichtet. 2010 endete die Hortbetreuung. 2016/17 erfolgte östlich des Karl-Leisner-Hauses, das dafür seinen Garten opfern musste, der Bau von ChrisMIDA, einer Werkstatt für kreatives und künstlerisches Arbeiten. Heute ist die Kindertagesstätte mit über 200 Kindern eine der größten Kindertagesstätten im Bistum Hildesheim, sie wird vom 2011 gegründeten Verein der Freunde und Förderer der kath. Kindertagesstätte St. Christophorus-Haus e. V. unterstützt.

### Kinderheim Maria-Goretti-Haus
Das nach der Nebenpatronin der Kirche, der Hl. Maria Goretti, benannte Kinderheim wurde am 29. Mai 1952 in der Lindengasse 3 (später in Kettelerstraße 5 umbenannt) eröffnet; bereits am 14. Juni 1956 erfolgte die Einweihung eines Erweiterungsbaus. Wegen der zurückgehenden Anzahl der Kinder, die in stationären Einrichtungen untergebracht wurden, schloss das Heim im Juni 1990 und wurde abgerissen. Auf dem Grundstück befindet sich seit 1992 der Erweiterungsbau des St.-Elisabeth-Heimes.

### Jugendfreizeitheime Don-Bosco-Heim und Karl-Leisner-Haus

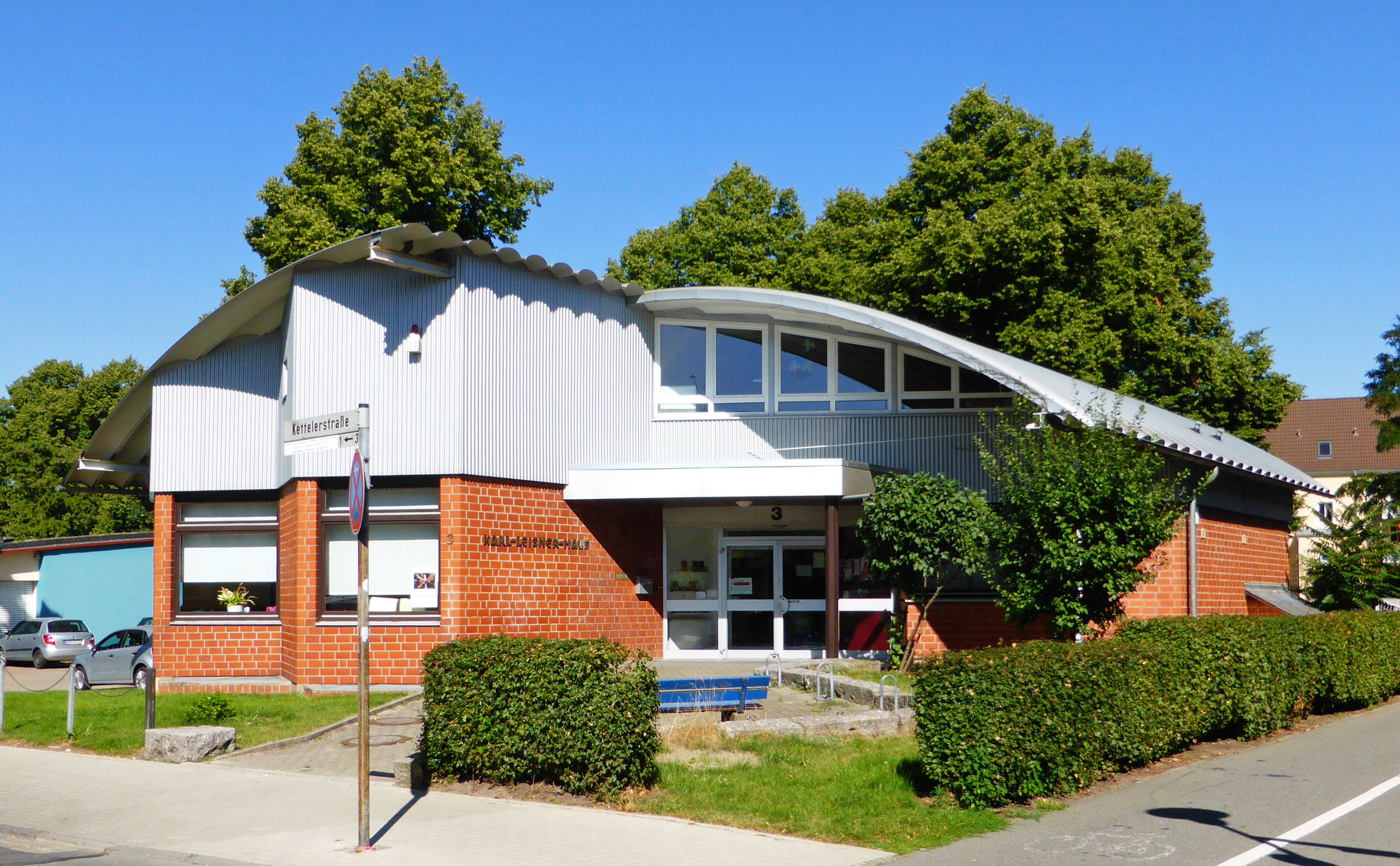
Karl-Leisner-Haus

Für die Jugend wurde 1951/52 das Don-Bosco-Heim errichtet und im Mai 1953 eingeweiht. Im November 1976 wurde es zugunsten des Neubaus des St.-Elisabeth-Altenheimes abgerissen.
Am 12. Dezember 1980 wurde in der Kettelerstraße 3 das nach Karl Leisner benannte und heute noch bestehende Jugendfreizeitheim, von vielen Jugendlichen kurz Katju (Katholische Jugend) genannt, eingeweiht. Für den Bau des Heimes wurden Garagen, in denen zur Kindertagesstätte St.-Christophorus-Haus gehörende VW-Busse abgestellt wurden, abgerissen. Das ursprünglich einstöckige, jedoch unterkellerte Gebäude wurde später durch ein Dachgeschoss ergänzt.

### Prälat-Holling-Haus

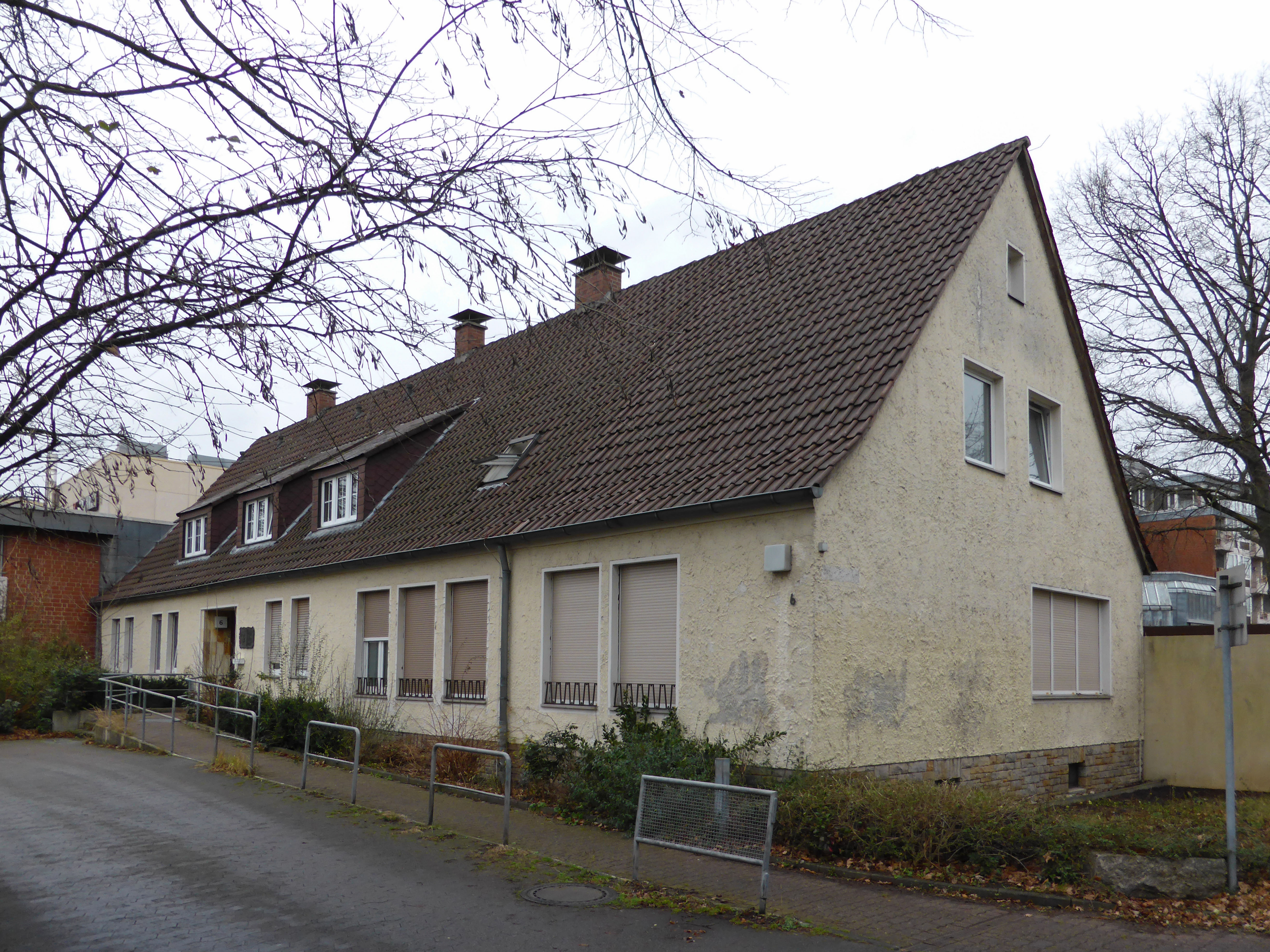
Prälat-Holling-Haus (2015)

Das im Antonius-Holling-Weg 6 gelegene Gebäude wurde Anfang der 1950er Jahre als Pfarrhaus erbaut. Nach Auszug des Pfarrers und des Pfarramtes wurden 1984 durch Umbau des bestehenden Gebäudes und einen westlichen Anbau Seniorenwohnungen eingerichtet. Am 9. Oktober 1986 wurde es in Prälat-Holling-Haus umbenannt und am 26. Oktober 1986 im Beisein von Prälat Antonius Holling eingeweiht. Anfang Januar 2017 wurde das Gebäude abgerissen, zuletzt war es von jungen Asylbewerbern bewohnt gewesen.

### Seniorenzentrum St. Elisabeth

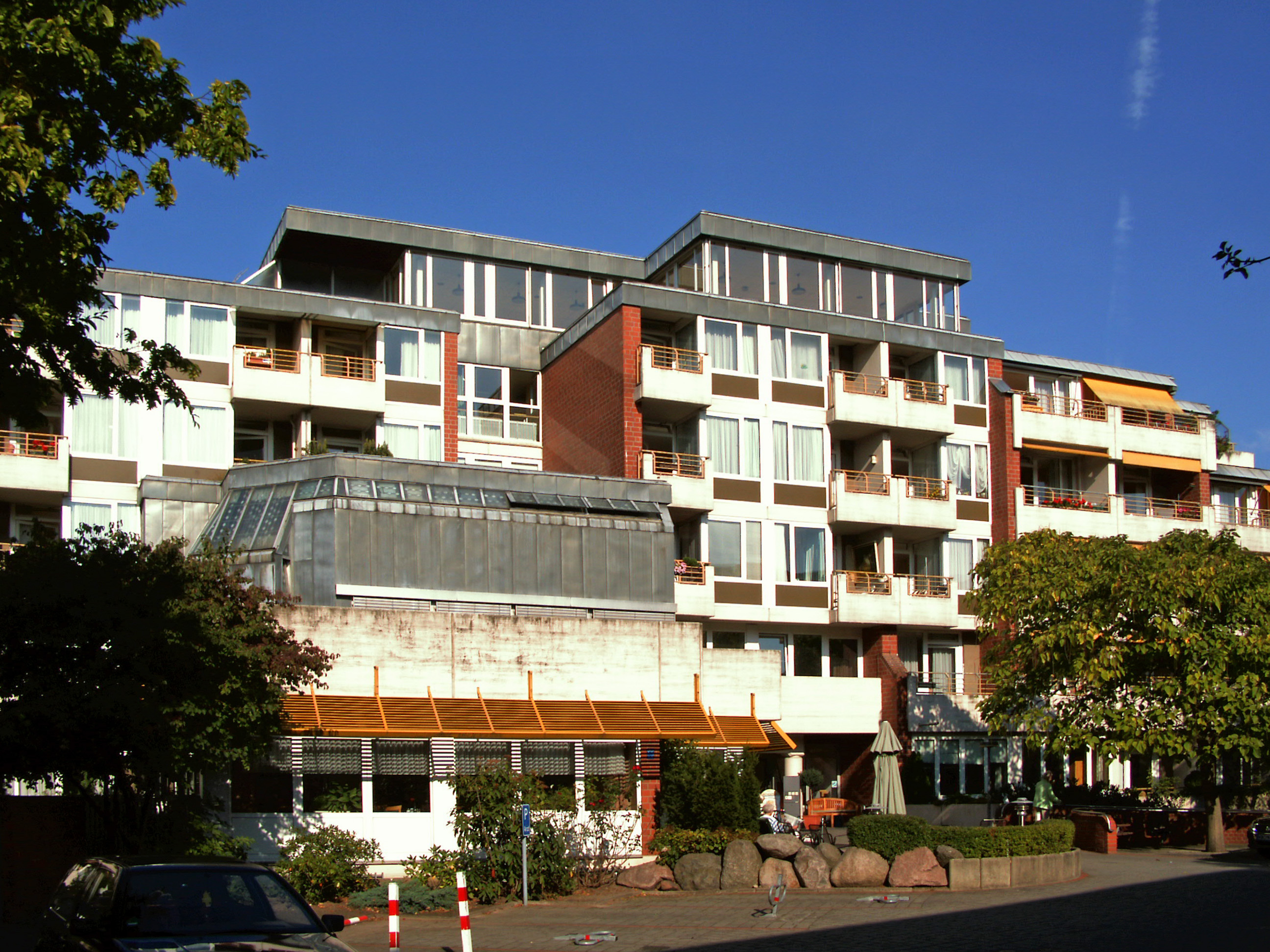
Seniorenzentrum St. Elisabeth (Haus A, 2009)

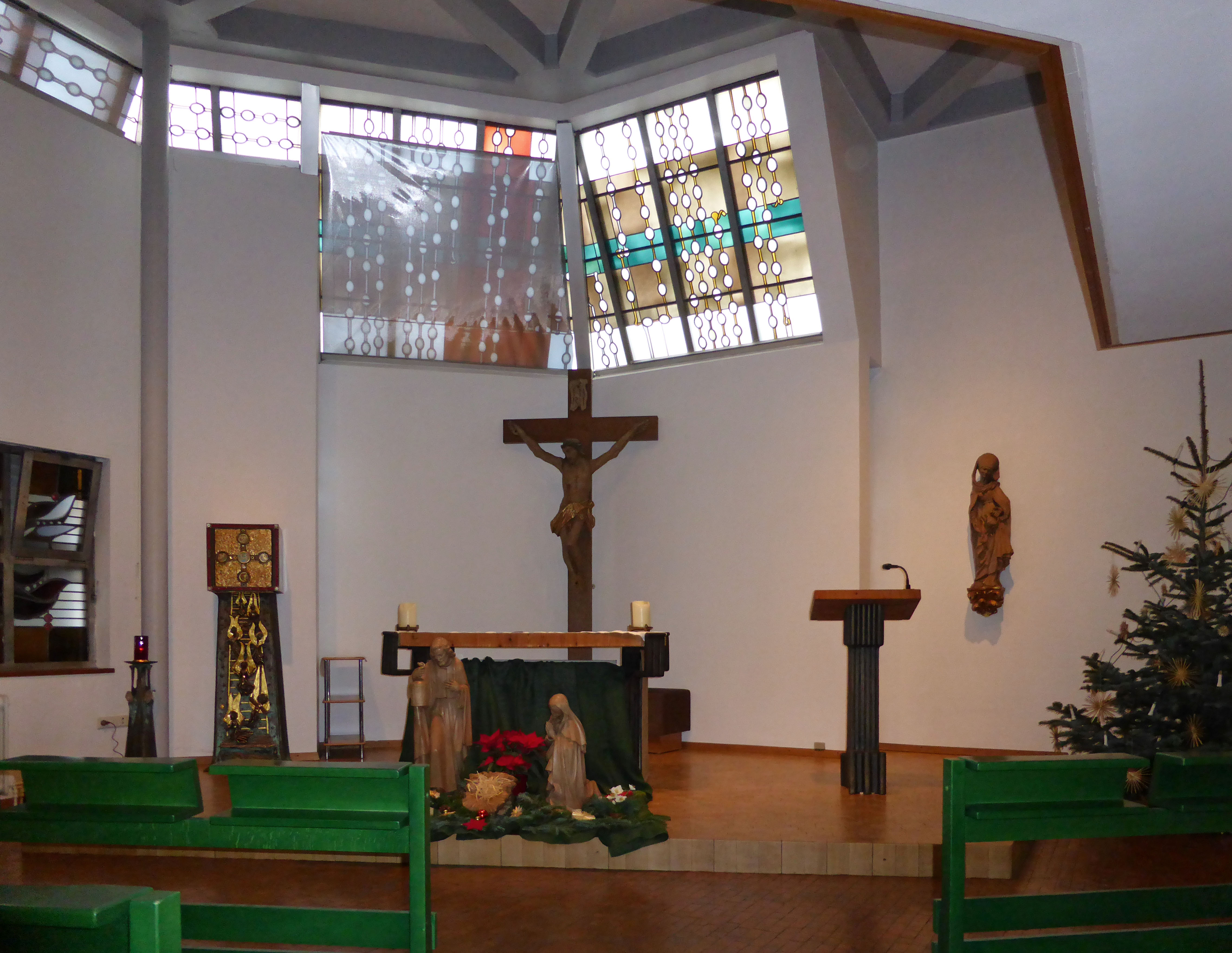
Altarraum der Hauskapelle (2015)

Am 24. Oktober 1957 wurde das katholische Altenheim St. Elisabeth, benannt nach Elisabeth von Thüringen, in der Lindengasse 5 eingeweiht. Die ersten der zunächst 35 Bewohner waren bereits am 30. August 1957 eingezogen.
Nachdem das Heim nicht mehr den gewachsenen Anforderungen genügte erfolgte am 24. Juni 1977 im Antonius-Holling-Weg 4 die Grundsteinlegung für einen Neubau durch den Caritasdirektor des Bistums, Heinrich Schenk. Vom Architektenbüro Dr. Ing. Töschner / Dipl.-Ing Wacker entworfen, wurde dieser am 7. Juli 1979 eingeweiht und im März 1992 um einen gegenüberliegenden Erweiterungsbau ergänzt. Seit dem 1. März 2013 wird das Heim als Seniorenzentrum St. Elisabeth vom evangelischen Diakonischen Werk Wolfsburg geführt, wirtschaftliche Gründe führten zum Wechsel der Trägerschaft. 2013 wohnten in der Einrichtung ungefähr 180 Menschen. Am 1. September 2016 zogen die letzten Bewohner aus dem Haus A, dem 1979 eingeweihten Gebäudeteil, in ein neuerbautes Seniorenheim in Ehmen um, weil das Haus A abgerissen und neu gebaut werden soll. Von Januar bis April 2017 erfolgte der Abriss, das vom Architekten Kai Loewe aus Hannover entworfene Nachfolgegebäude wurde von 2017 an erbaut.
Die 1979 eingeweihte Hauskapelle bot 46 Sitzplätze und war bis zu ihrer Profanierung katholisch geblieben, in ihr fanden katholische und evangelische Gottesdienste statt. Zu ihrer Ausstattung gehörten ein Kruzifix, eine Tabernakelstele und eine Statue der heiligen Elisabeth. Vor einer Pietà lag ein Totenbuch aus, in dem die verstorbenen Bewohner des Heimes verzeichnet sind. Auf der Empore befanden sich 14 Kreuzwegstationen, eine Pfeifenorgel mit vier Registern (Gedackt 8′, Rohrflöte 4′, Prinzipal 2′ und Quinte 11/3′) und eine Marienstatue. Am 2. August 2016 erfolgte ihre Profanierung durch Dechant Thomas Hoffmann im Auftrag des Bischofs von Hildesheim, weil die Schließung von Haus A, in dem sich die Kapelle befand, bevorstand. Ende März 2017 fiel die Kapelle dem Abrissbagger zum Opfer.

### Missione Cattolica Italiana
Durch einen Vertrag zwischen der Deutschen Arbeitsfront und der Confederazione Fascista dei Lavoratori dell’Industria (Faschistische Konföderation der Industriearbeiter) kamen bereits ab 1938, dem Jahr der Stadtgründung, italienische Arbeiter in die Stadt des KdF-Wagens. Mit ihnen kam ein italienischer Priester für die seelsorgliche Betreuung der Italiener, der ab 1939 den Saal der Gaststätte Zum Brandenburger Adler in Heßlingen für Gottesdienste nutzte.
Ab Januar 1962 kamen durch die Volkswagen AG angeworbene italienische Gastarbeiter nach Wolfsburg, und noch im gleichen Jahr wurde seitens des Vatikans die „Italienische katholische Mission“ (Missione Cattolica Italiana) in Wolfsburg eingerichtet. 1964 zog die Missione Cattolica Italiana in das Centro Italiano in der Heinrich-Nordhoff-Straße, das in diesem Jahr in der ehemaligen Gaststätte Zum Hanseaten eingerichtet worden war. Nach mehreren Umzügen ist sie heute in einem ehemaligen Schwesternhaus im Antonius-Holling-Weg 9 beheimatet, wo sie über eine eigene Hauskapelle verfügt. Von 1987 bis 2015 waren dort auch Schwestern vom Göttlichen Willen tätig.

### Eichendorff-Schule

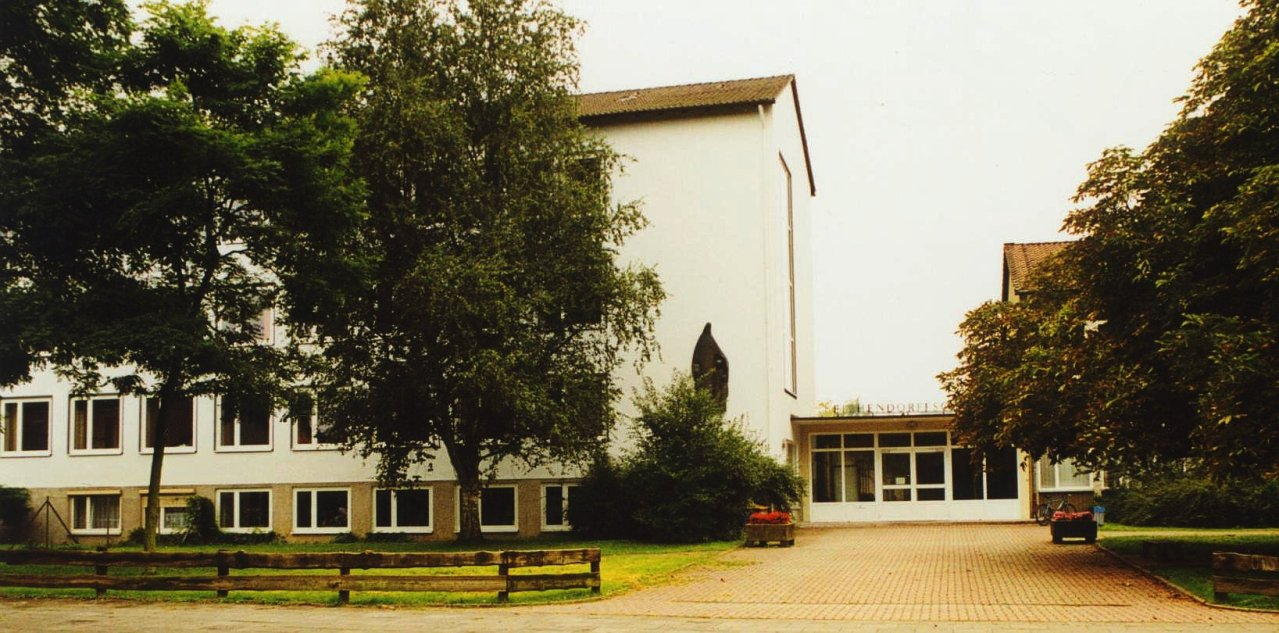
Eichendorffschule

Im April 1948 nahm eine katholische Schule als Volksschule IV. in einigen Schulbaracken ihren Betrieb auf. Seit 1954 bekam die Schule am heute noch bestehenden Standort in der Frauenteichstraße ihre Schulgebäude. In ihnen befinden sich heute Oberschule und Gymnasium. Die Darstellung der Schutzmantelmadonna an der Außenwand ist ein Werk des Künstlers Maximilian Stark (1922–1998).

### Ehe-, Familien- und Lebensberatung
Die katholische Ehe-, Familien- und Lebensberatung, in Trägerschaft des Bistums Hildesheim, hat ihre Beratungsstelle an der Kleiststraße. Sie bietet Beratungsgespräche für Einzelne, Paare und Familien.

### Malteser
Seit 1964 ist der Malteser-Hilfsdienst in Wolfsburg tätig, im September 2006 bezog er die heute noch bestehende Niederlassung in der Benzstraße. Seit dem 1. März 2018 betreiben die Malteser gemeinsam mit dem Deutschen Roten Kreuz den Krankentransport für die Stadt Wolfsburg.

### Edith-Stein-Zentrum

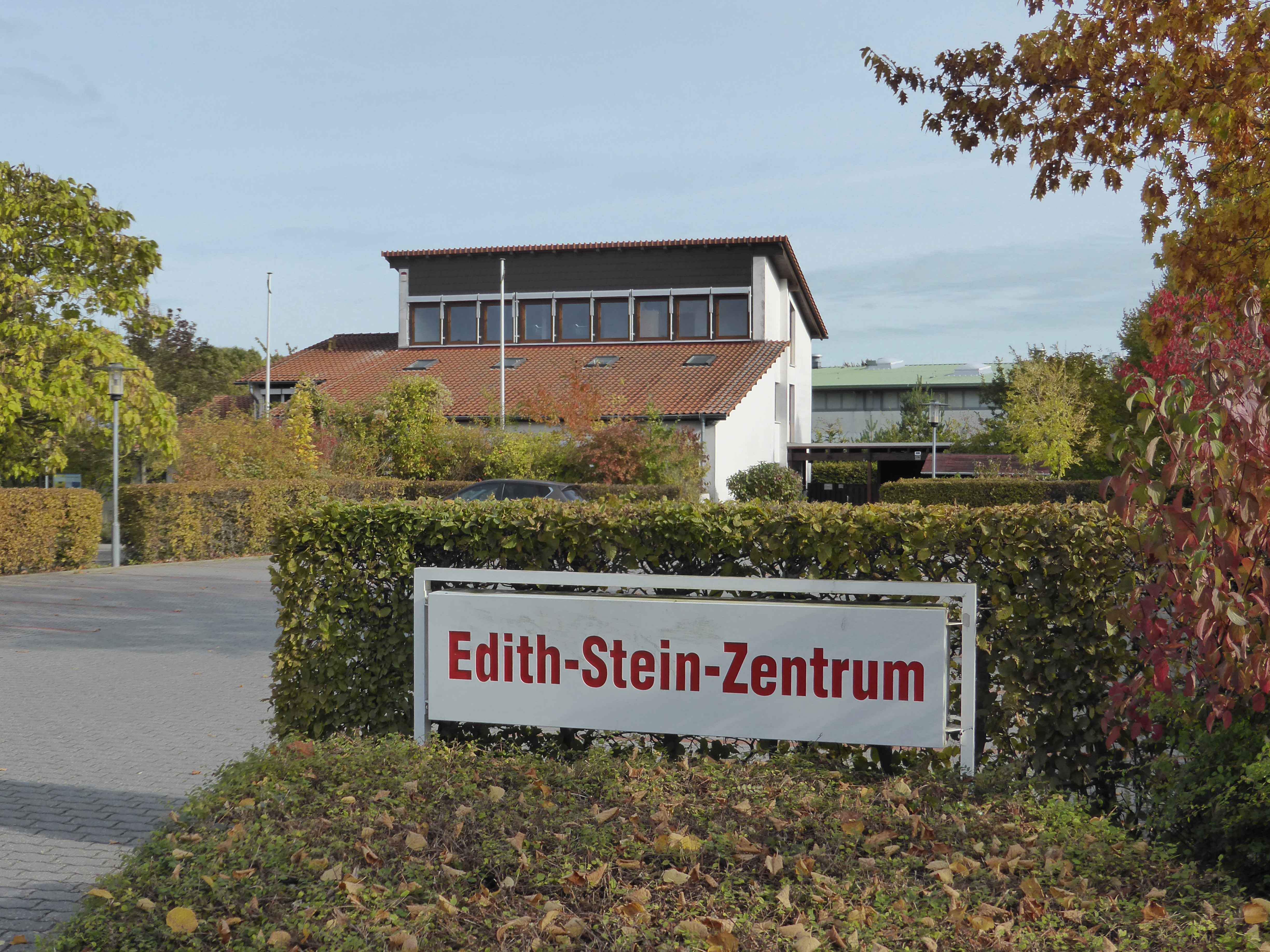
Edith-Stein-Zentrum (Teilansicht)

Das nach Edith Stein benannte Kirchenzentrum mit Gemeinderäumen, Kapelle und der heute noch in Betrieb befindlichen Kindertagesstätte wurde 1994/95 im Neubaugebiet Reislingen Süd-West errichtet. Am 2. Mai 1995 wurde die Kindertagesstätte in Betrieb genommen, am 9. August 1995 folgte ihre offizielle Eröffnung. Im Jahr 2000 wurden die Räume der Kirchengemeinde aufgegeben und werden seitdem von der Kindertagesstätte genutzt.

## Einzugsgebiet
Das Einzugsgebiet der Kirche umfasst die Wolfsburger Stadtteile Barnstorf, Hellwinkel, Heßlingen, Köhlerberg, Nordsteimke, Rothenfelde, Sandkamp, Schillerteich, Stadtmitte und Steimker Berg; ferner die zu Reislingen gehörenden Siedlungsgebiete Reislingen Süd-West, Reislingen-West und Windberg. Seit der Profanierung der St.-Joseph-Kirche gehören auch die Stadtteile Hageberg, Hohenstein, Laagberg und Wohltberg dazu.